# Tour de Hungría 2018
La 39.ª edición del Tour de Hungría se celebró entre el 14 y el 19 de agosto de 2018 con inicio en la ciudad de Siófok y final en la ciudad de Budapest en Hungría. El recorrido constó de un total de 6 etapas sobre una distancia total de 864,9 km.
La carrera hizo parte del circuito UCI Europe Tour 2018, dentro de la categoría 2.1, y fue ganada por el italiano Manuel Belletti del Androni Giocattoli-Sidermec. Completaron el podio, como segundo y tercer clasificado respectivamente, el polaco Kamil Małecki del CCC Sprandi Polkowice y el también italiano Paolo Totò del Sangemini-MG.Kvis-Vega.

## Equipos participantes
Tomarán la partida un total de 19 equipos, de los cuales 3 Profesionales Continentales, 13 Continentales y 3 selecciones nacionales, quienes conformaron un pelotón de 129 ciclistas de los cuales terminaron 105. Los equipos participantes fueron:
| Equipos continentales profesionales (3)- Androni Giocattoli-Sidermec - CCC Sprandi Polkowice - Team Novo Nordisk Equipos continentales (13)- Differdange-Losch - Dukla Banská Bystrica - Kőbánya Cycling Team - Ljubljana Gusto Xaurum - My Bike-Stevens - Pannon - Pardus-Tufo Prostejov - Polartec-Kometa - Sangemini-MG.Kvis - Team Novak - Bike Aid - Dimension Data-Qhubeka - Vorarlberg-Santic Equipos nacionales (3)- Hungría - Serbia - Rumania |
| |

## Recorrido
| Etapa     | Fecha     | Recorrido                     | type                    | Distancia (km) | Ganador            | Líder             |
| --------- | --------- | ----------------------------- | ----------------------- | -------------- | ------------------ | ----------------- |
| Prólogo   | 14 de ago | Siófok – Siófok               | contrarreloj individual | 3,5            | Patrick Schelling  | Patrick Schelling |
| 1.ª etapa | 15 de ago | Balatonalmádi – Keszthely     | etapa de media montaña  | 153,8          | Manuel Belletti    | Manuel Belletti   |
| 2.ª etapa | 16 de ago | Velence – Székesfehérvár      | etapa de media montaña  | 190,5          | Matteo Moschetti   | Manuel Belletti   |
| 3.ª etapa | 17 de ago | Cegléd – Hajdúszoboszló       | etapa llana             | 206,6          | Andrii Bratashchuk | Manuel Belletti   |
| 4.ª etapa | 18 de ago | Karcag – Miskolc              | etapa de montaña        | 182,3          | Nikodemus Holler   | Manuel Belletti   |
| 5.ª etapa | 19 de ago | Kazincbarcika – Kazincbarcika | etapa de media montaña  | 128,2          | Nikodemus Holler   | Manuel Belletti   |

## Desarrollo de la carrera

### Prólogo
| Siófok - Siófok | contrarreloj individual | (3,5 km) |

| \| Clasificación de la etapa \| Clasificación de la etapa \| Clasificación de la etapa \| Clasificación de la etapa \| Clasificación de la etapa \| \| Ciclista \| Ciclista \| Equipo \| Tiempo \| \| \| ------------------------- \| ------------------------- \| --------------------------- \| ------------------------- \| ------------------------- \| \| 1.º \| Patrick Schelling \| Team Vorarlberg-Santic \| 4 min 32 s \| \| \| 2.º \| Charles Planet \| Team Novo Nordisk \| + 1 s \| \| \| 3.º \| Manuel Belletti \| Androni Giocattoli-Sidermec \| + 1 s \| \| \| 4.º \| Maximilian Kuen \| My Bike-Stevens \| + 2 s \| \| \| 5.º \| Paolo Totò \| Sangemini-MG.Kvis-Vega \| + 4 s \| \| \| 6.º \| Gian Friesecke \| Team Vorarlberg-Santic \| + 5 s \| \| \| 7.º \| Paweł Bernas \| CCC Sprandi Polkowice \| + 6 s \| \| \| 8.º \| Lucas Carstensen \| Bike Aid \| + 6 s \| \| \| 9.º \| Nicolae Tanovitchii \| Team Novak \| + 7 s \| \| \| 10.º \| Michele Scartezzini \| Sangemini-MG.Kvis-Vega \| + 9 s \| \| |                     |                             |            |
| |                     |                             |            |
| Fuente: ProCyclingStats |                     |                             |            |
| Clasificación de la etapa |                     |                             |            |
| Ciclista | Ciclista            | Equipo                      | Tiempo     |
| 1.º | Patrick Schelling   | Team Vorarlberg-Santic      | 4 min 32 s |
| 2.º | Charles Planet      | Team Novo Nordisk           | + 1 s      |
| 3.º | Manuel Belletti     | Androni Giocattoli-Sidermec | + 1 s      |
| 4.º | Maximilian Kuen     | My Bike-Stevens             | + 2 s      |
| 5.º | Paolo Totò          | Sangemini-MG.Kvis-Vega      | + 4 s      |
| 6.º | Gian Friesecke      | Team Vorarlberg-Santic      | + 5 s      |
| 7.º | Paweł Bernas        | CCC Sprandi Polkowice       | + 6 s      |
| 8.º | Lucas Carstensen    | Bike Aid                    | + 6 s      |
| 9.º | Nicolae Tanovitchii | Team Novak                  | + 7 s      |
| 10.º | Michele Scartezzini | Sangemini-MG.Kvis-Vega      | + 9 s      |

| \| Clasificación general \| Clasificación general \| Clasificación general \| Clasificación general \| Clasificación general \| \| Ciclista \| Ciclista \| Equipo \| Tiempo \| \| \| --------------------- \| --------------------- \| --------------------------- \| --------------------- \| --------------------- \| \| 1.º \| Patrick Schelling \| Team Vorarlberg-Santic \| 4 min 32 s \| \| \| 2.º \| Charles Planet \| Team Novo Nordisk \| + 1 s \| \| \| 3.º \| Manuel Belletti \| Androni Giocattoli-Sidermec \| + 1 s \| \| \| 4.º \| Maximilian Kuen \| My Bike-Stevens \| + 2 s \| \| \| 5.º \| Paolo Totò \| Sangemini-MG.Kvis-Vega \| + 4 s \| \| \| 6.º \| Gian Friesecke \| Team Vorarlberg-Santic \| + 5 s \| \| \| 7.º \| Paweł Bernas \| CCC Sprandi Polkowice \| + 6 s \| \| \| 8.º \| Lucas Carstensen \| Bike Aid \| + 6 s \| \| \| 9.º \| Nicolae Tanovitchii \| Team Novak \| + 7 s \| \| \| 10.º \| Michele Scartezzini \| Sangemini-MG.Kvis-Vega \| + 9 s \| \| |                     |                             |            |
| |                     |                             |            |
| Fuente: ProCyclingStats |                     |                             |            |
| Clasificación general |                     |                             |            |
| Ciclista | Ciclista            | Equipo                      | Tiempo     |
| 1.º | Patrick Schelling   | Team Vorarlberg-Santic      | 4 min 32 s |
| 2.º | Charles Planet      | Team Novo Nordisk           | + 1 s      |
| 3.º | Manuel Belletti     | Androni Giocattoli-Sidermec | + 1 s      |
| 4.º | Maximilian Kuen     | My Bike-Stevens             | + 2 s      |
| 5.º | Paolo Totò          | Sangemini-MG.Kvis-Vega      | + 4 s      |
| 6.º | Gian Friesecke      | Team Vorarlberg-Santic      | + 5 s      |
| 7.º | Paweł Bernas        | CCC Sprandi Polkowice       | + 6 s      |
| 8.º | Lucas Carstensen    | Bike Aid                    | + 6 s      |
| 9.º | Nicolae Tanovitchii | Team Novak                  | + 7 s      |
| 10.º | Michele Scartezzini | Sangemini-MG.Kvis-Vega      | + 9 s      |

### 1.ª etapa
| Balatonalmádi - Keszthely | etapa de media montaña | (153,8 km) |

| \| Clasificación de la etapa \| Clasificación de la etapa \| Clasificación de la etapa \| Clasificación de la etapa \| Clasificación de la etapa \| \| Ciclista \| Ciclista \| Equipo \| Tiempo \| \| \| ------------------------- \| ------------------------- \| --------------------------- \| ------------------------- \| ------------------------- \| \| 1.º \| Manuel Belletti \| Androni Giocattoli-Sidermec \| 3 h 36 min 18 s \| \| \| 2.º \| Matteo Moschetti \| Polartec-Kometa \| + 0 s \| \| \| 3.º \| Kamil Małecki \| CCC Sprandi Polkowice \| + 0 s \| \| \| 4.º \| Paolo Totò \| Sangemini-MG.Kvis-Vega \| + 0 s \| \| \| 5.º \| Jannik Steimle \| Team Vorarlberg-Santic \| + 0 s \| \| \| 6.º \| Paweł Bernas \| CCC Sprandi Polkowice \| + 0 s \| \| \| 7.º \| Nikodemus Holler \| Bike Aid \| + 0 s \| \| \| 8.º \| Adrian Kurek \| CCC Sprandi Polkowice \| + 0 s \| \| \| 9.º \| Charles Planet \| Team Novo Nordisk \| + 0 s \| \| \| 10.º \| Žiga Ručigaj \| Radenska Ljubljana \| + 0 s \| \| |                  |                             |                 |
| |                  |                             |                 |
| Fuente: ProCyclingStats |                  |                             |                 |
| Clasificación de la etapa |                  |                             |                 |
| Ciclista | Ciclista         | Equipo                      | Tiempo          |
| 1.º | Manuel Belletti  | Androni Giocattoli-Sidermec | 3 h 36 min 18 s |
| 2.º | Matteo Moschetti | Polartec-Kometa             | + 0 s           |
| 3.º | Kamil Małecki    | CCC Sprandi Polkowice       | + 0 s           |
| 4.º | Paolo Totò       | Sangemini-MG.Kvis-Vega      | + 0 s           |
| 5.º | Jannik Steimle   | Team Vorarlberg-Santic      | + 0 s           |
| 6.º | Paweł Bernas     | CCC Sprandi Polkowice       | + 0 s           |
| 7.º | Nikodemus Holler | Bike Aid                    | + 0 s           |
| 8.º | Adrian Kurek     | CCC Sprandi Polkowice       | + 0 s           |
| 9.º | Charles Planet   | Team Novo Nordisk           | + 0 s           |
| 10.º | Žiga Ručigaj     | Radenska Ljubljana          | + 0 s           |

| \| Clasificación general \| Clasificación general \| Clasificación general \| Clasificación general \| Clasificación general \| \| Ciclista \| Ciclista \| Equipo \| Tiempo \| \| \| --------------------- \| --------------------- \| --------------------------- \| --------------------- \| --------------------- \| \| 1.º \| Manuel Belletti \| Androni Giocattoli-Sidermec \| 3 h 40 min 41 s \| \| \| 2.º \| Patrick Schelling \| Team Vorarlberg-Santic \| + 9 s \| \| \| 3.º \| Charles Planet \| Team Novo Nordisk \| + 10 s \| \| \| 4.º \| Maximilian Kuen \| My Bike-Stevens \| + 11 s \| \| \| 5.º \| Gian Friesecke \| Team Vorarlberg-Santic \| + 12 s \| \| \| 6.º \| Matteo Moschetti \| Polartec-Kometa \| + 12 s \| \| \| 7.º \| Paolo Totò \| Sangemini-MG.Kvis-Vega \| + 13 s \| \| \| 8.º \| Paweł Bernas \| CCC Sprandi Polkowice \| + 15 s \| \| \| 9.º \| Kamil Małecki \| CCC Sprandi Polkowice \| + 20 s \| \| \| 10.º \| Leszek Pluciński \| CCC Sprandi Polkowice \| + 25 s \| \| |                   |                             |                 |
| |                   |                             |                 |
| Fuente: ProCyclingStats |                   |                             |                 |
| Clasificación general |                   |                             |                 |
| Ciclista | Ciclista          | Equipo                      | Tiempo          |
| 1.º | Manuel Belletti   | Androni Giocattoli-Sidermec | 3 h 40 min 41 s |
| 2.º | Patrick Schelling | Team Vorarlberg-Santic      | + 9 s           |
| 3.º | Charles Planet    | Team Novo Nordisk           | + 10 s          |
| 4.º | Maximilian Kuen   | My Bike-Stevens             | + 11 s          |
| 5.º | Gian Friesecke    | Team Vorarlberg-Santic      | + 12 s          |
| 6.º | Matteo Moschetti  | Polartec-Kometa             | + 12 s          |
| 7.º | Paolo Totò        | Sangemini-MG.Kvis-Vega      | + 13 s          |
| 8.º | Paweł Bernas      | CCC Sprandi Polkowice       | + 15 s          |
| 9.º | Kamil Małecki     | CCC Sprandi Polkowice       | + 20 s          |
| 10.º | Leszek Pluciński  | CCC Sprandi Polkowice       | + 25 s          |

### 2.ª etapa
| Velence - Székesfehérvár | etapa de media montaña | (190,5 km) |

| \| Clasificación de la etapa \| Clasificación de la etapa \| Clasificación de la etapa \| Clasificación de la etapa \| Clasificación de la etapa \| \| Ciclista \| Ciclista \| Equipo \| Tiempo \| \| \| ------------------------- \| ------------------------- \| --------------------------- \| ------------------------- \| ------------------------- \| \| 1.º \| Matteo Moschetti \| Polartec-Kometa \| 4 h 14 min 07 s \| \| \| 2.º \| Attilio Viviani \| Sangemini-MG.Kvis-Vega \| + 0 s \| \| \| 3.º \| Manuel Belletti \| Androni Giocattoli-Sidermec \| + 0 s \| \| \| 4.º \| František Sisr \| CCC Sprandi Polkowice \| + 0 s \| \| \| 5.º \| Ahmed Galdoune \| Kőbánya Cycling Team \| + 0 s \| \| \| 6.º \| Paolo Totò \| Sangemini-MG.Kvis-Vega \| + 0 s \| \| \| 7.º \| Andrea Peron \| Team Novo Nordisk \| + 0 s \| \| \| 8.º \| Luca Mozzato \| Dimension Data for Qhubeka \| + 0 s \| \| \| 9.º \| Patryk Stosz \| CCC Sprandi Polkowice \| + 0 s \| \| \| 10.º \| Ben Hill \| Ljubljana Gusto Xaurum \| + 0 s \| \| |                  |                             |                 |
| |                  |                             |                 |
| Fuente: ProCyclingStats |                  |                             |                 |
| Clasificación de la etapa |                  |                             |                 |
| Ciclista | Ciclista         | Equipo                      | Tiempo          |
| 1.º | Matteo Moschetti | Polartec-Kometa             | 4 h 14 min 07 s |
| 2.º | Attilio Viviani  | Sangemini-MG.Kvis-Vega      | + 0 s           |
| 3.º | Manuel Belletti  | Androni Giocattoli-Sidermec | + 0 s           |
| 4.º | František Sisr   | CCC Sprandi Polkowice       | + 0 s           |
| 5.º | Ahmed Galdoune   | Kőbánya Cycling Team        | + 0 s           |
| 6.º | Paolo Totò       | Sangemini-MG.Kvis-Vega      | + 0 s           |
| 7.º | Andrea Peron     | Team Novo Nordisk           | + 0 s           |
| 8.º | Luca Mozzato     | Dimension Data for Qhubeka  | + 0 s           |
| 9.º | Patryk Stosz     | CCC Sprandi Polkowice       | + 0 s           |
| 10.º | Ben Hill         | Ljubljana Gusto Xaurum      | + 0 s           |

| \| Clasificación general \| Clasificación general \| Clasificación general \| Clasificación general \| Clasificación general \| \| Ciclista \| Ciclista \| Equipo \| Tiempo \| \| \| --------------------- \| --------------------- \| --------------------------- \| --------------------- \| --------------------- \| \| 1.º \| Manuel Belletti \| Androni Giocattoli-Sidermec \| 7 h 54 min 44 s \| \| \| 2.º \| Matteo Moschetti \| Polartec-Kometa \| + 6 s \| \| \| 3.º \| Charles Planet \| Team Novo Nordisk \| + 13 s \| \| \| 4.º \| Maximilian Kuen \| My Bike-Stevens \| + 15 s \| \| \| 5.º \| Gian Friesecke \| Team Vorarlberg-Santic \| + 16 s \| \| \| 6.º \| Patrick Schelling \| Team Vorarlberg-Santic \| + 17 s \| \| \| 7.º \| Paolo Totò \| Sangemini-MG.Kvis-Vega \| + 17 s \| \| \| 8.º \| Paweł Bernas \| CCC Sprandi Polkowice \| + 19 s \| \| \| 9.º \| Kamil Małecki \| CCC Sprandi Polkowice \| + 22 s \| \| \| 10.º \| Leszek Pluciński \| CCC Sprandi Polkowice \| + 33 s \| \| |                   |                             |                 |
| |                   |                             |                 |
| Fuente: ProCyclingStats |                   |                             |                 |
| Clasificación general |                   |                             |                 |
| Ciclista | Ciclista          | Equipo                      | Tiempo          |
| 1.º | Manuel Belletti   | Androni Giocattoli-Sidermec | 7 h 54 min 44 s |
| 2.º | Matteo Moschetti  | Polartec-Kometa             | + 6 s           |
| 3.º | Charles Planet    | Team Novo Nordisk           | + 13 s          |
| 4.º | Maximilian Kuen   | My Bike-Stevens             | + 15 s          |
| 5.º | Gian Friesecke    | Team Vorarlberg-Santic      | + 16 s          |
| 6.º | Patrick Schelling | Team Vorarlberg-Santic      | + 17 s          |
| 7.º | Paolo Totò        | Sangemini-MG.Kvis-Vega      | + 17 s          |
| 8.º | Paweł Bernas      | CCC Sprandi Polkowice       | + 19 s          |
| 9.º | Kamil Małecki     | CCC Sprandi Polkowice       | + 22 s          |
| 10.º | Leszek Pluciński  | CCC Sprandi Polkowice       | + 33 s          |

### 3.ª etapa
| Cegléd - Hajdúszoboszló | etapa llana | (206,6 km) |

| \| Clasificación de la etapa \| Clasificación de la etapa \| Clasificación de la etapa \| Clasificación de la etapa \| Clasificación de la etapa \| \| Ciclista \| Ciclista \| Equipo \| Tiempo \| \| \| ------------------------- \| ------------------------- \| --------------------------- \| ------------------------- \| ------------------------- \| \| 1.º \| Andrii Bratashchuk \| Team Novak \| 4 h 31 min 04 s \| \| \| 2.º \| Manuel Belletti \| Androni Giocattoli-Sidermec \| + 2 s \| \| \| 3.º \| Ahmed Galdoune \| Kőbánya Cycling Team \| + 2 s \| \| \| 4.º \| Joeri Stallaert \| Team Vorarlberg-Santic \| + 2 s \| \| \| 5.º \| Luca Mozzato \| Dimension Data for Qhubeka \| + 2 s \| \| \| 6.º \| Ben Hill \| Ljubljana Gusto Xaurum \| + 2 s \| \| \| 7.º \| Paolo Totò \| Sangemini-MG.Kvis-Vega \| + 2 s \| \| \| 8.º \| Ádám Kristóf Karl \| Hungría \| + 2 s \| \| \| 9.º \| Matteo Moschetti \| Polartec-Kometa \| + 2 s \| \| \| 10.º \| František Sisr \| CCC Sprandi Polkowice \| + 2 s \| \| |                    |                             |                 |
| |                    |                             |                 |
| Fuente: ProCyclingStats |                    |                             |                 |
| Clasificación de la etapa |                    |                             |                 |
| Ciclista | Ciclista           | Equipo                      | Tiempo          |
| 1.º | Andrii Bratashchuk | Team Novak                  | 4 h 31 min 04 s |
| 2.º | Manuel Belletti    | Androni Giocattoli-Sidermec | + 2 s           |
| 3.º | Ahmed Galdoune     | Kőbánya Cycling Team        | + 2 s           |
| 4.º | Joeri Stallaert    | Team Vorarlberg-Santic      | + 2 s           |
| 5.º | Luca Mozzato       | Dimension Data for Qhubeka  | + 2 s           |
| 6.º | Ben Hill           | Ljubljana Gusto Xaurum      | + 2 s           |
| 7.º | Paolo Totò         | Sangemini-MG.Kvis-Vega      | + 2 s           |
| 8.º | Ádám Kristóf Karl  | Hungría                     | + 2 s           |
| 9.º | Matteo Moschetti   | Polartec-Kometa             | + 2 s           |
| 10.º | František Sisr     | CCC Sprandi Polkowice       | + 2 s           |

| \| Clasificación general \| Clasificación general \| Clasificación general \| Clasificación general \| Clasificación general \| \| Ciclista \| Ciclista \| Equipo \| Tiempo \| \| \| --------------------- \| --------------------- \| --------------------------- \| --------------------- \| --------------------- \| \| 1.º \| Manuel Belletti \| Androni Giocattoli-Sidermec \| 12 h 25 min 44 s \| \| \| 2.º \| Matteo Moschetti \| Polartec-Kometa \| + 12 s \| \| \| 3.º \| Charles Planet \| Team Novo Nordisk \| + 21 s \| \| \| 4.º \| Paolo Totò \| Sangemini-MG.Kvis-Vega \| + 21 s \| \| \| 5.º \| Paweł Bernas \| CCC Sprandi Polkowice \| + 23 s \| \| \| 6.º \| Patrick Schelling \| Team Vorarlberg-Santic \| + 23 s \| \| \| 7.º \| Maximilian Kuen \| My Bike-Stevens \| + 24 s \| \| \| 8.º \| Gian Friesecke \| Team Vorarlberg-Santic \| + 25 s \| \| \| 9.º \| Kamil Małecki \| CCC Sprandi Polkowice \| + 31 s \| \| \| 10.º \| Leszek Pluciński \| CCC Sprandi Polkowice \| + 42 s \| \| |                   |                             |                  |
| |                   |                             |                  |
| Fuente: ProCyclingStats |                   |                             |                  |
| Clasificación general |                   |                             |                  |
| Ciclista | Ciclista          | Equipo                      | Tiempo           |
| 1.º | Manuel Belletti   | Androni Giocattoli-Sidermec | 12 h 25 min 44 s |
| 2.º | Matteo Moschetti  | Polartec-Kometa             | + 12 s           |
| 3.º | Charles Planet    | Team Novo Nordisk           | + 21 s           |
| 4.º | Paolo Totò        | Sangemini-MG.Kvis-Vega      | + 21 s           |
| 5.º | Paweł Bernas      | CCC Sprandi Polkowice       | + 23 s           |
| 6.º | Patrick Schelling | Team Vorarlberg-Santic      | + 23 s           |
| 7.º | Maximilian Kuen   | My Bike-Stevens             | + 24 s           |
| 8.º | Gian Friesecke    | Team Vorarlberg-Santic      | + 25 s           |
| 9.º | Kamil Małecki     | CCC Sprandi Polkowice       | + 31 s           |
| 10.º | Leszek Pluciński  | CCC Sprandi Polkowice       | + 42 s           |

### 4.ª etapa
| Karcag - Miskolc | etapa de montaña | (182,3 km) |

| \| Clasificación de la etapa \| Clasificación de la etapa \| Clasificación de la etapa \| Clasificación de la etapa \| Clasificación de la etapa \| \| Ciclista \| Ciclista \| Equipo \| Tiempo \| \| \| ------------------------- \| ------------------------- \| --------------------------- \| ------------------------- \| ------------------------- \| \| 1.º \| Nikodemus Holler \| Bike Aid \| 4 h 08 min 44 s \| \| \| 2.º \| Manuel Belletti \| Androni Giocattoli-Sidermec \| + 0 s \| \| \| 3.º \| Kamil Małecki \| CCC Sprandi Polkowice \| + 0 s \| \| \| 4.º \| Paolo Totò \| Sangemini-MG.Kvis-Vega \| + 0 s \| \| \| 5.º \| Attila Valter \| Pannon \| + 0 s \| \| \| 6.º \| Oleksandr Prevar \| Team Novak \| + 0 s \| \| \| 7.º \| Matteo Spreafico \| Androni Giocattoli-Sidermec \| + 0 s \| \| \| 8.º \| Nicolae Tanovitchii \| Team Novak \| + 0 s \| \| \| 9.º \| Patrick Schelling \| Team Vorarlberg-Santic \| + 0 s \| \| \| 10.º \| Nicola Gaffurini \| Sangemini-MG.Kvis-Vega \| + 0 s \| \| |                     |                             |                 |
| |                     |                             |                 |
| Fuente: ProCyclingStats |                     |                             |                 |
| Clasificación de la etapa |                     |                             |                 |
| Ciclista | Ciclista            | Equipo                      | Tiempo          |
| 1.º | Nikodemus Holler    | Bike Aid                    | 4 h 08 min 44 s |
| 2.º | Manuel Belletti     | Androni Giocattoli-Sidermec | + 0 s           |
| 3.º | Kamil Małecki       | CCC Sprandi Polkowice       | + 0 s           |
| 4.º | Paolo Totò          | Sangemini-MG.Kvis-Vega      | + 0 s           |
| 5.º | Attila Valter       | Pannon                      | + 0 s           |
| 6.º | Oleksandr Prevar    | Team Novak                  | + 0 s           |
| 7.º | Matteo Spreafico    | Androni Giocattoli-Sidermec | + 0 s           |
| 8.º | Nicolae Tanovitchii | Team Novak                  | + 0 s           |
| 9.º | Patrick Schelling   | Team Vorarlberg-Santic      | + 0 s           |
| 10.º | Nicola Gaffurini    | Sangemini-MG.Kvis-Vega      | + 0 s           |

| \| Clasificación general \| Clasificación general \| Clasificación general \| Clasificación general \| Clasificación general \| \| Ciclista \| Ciclista \| Equipo \| Tiempo \| \| \| --------------------- \| --------------------- \| --------------------------- \| --------------------- \| --------------------- \| \| 1.º \| Manuel Belletti \| Androni Giocattoli-Sidermec \| 16 h 34 min 19 s \| \| \| 2.º \| Paolo Totò \| Sangemini-MG.Kvis-Vega \| + 30 s \| \| \| 3.º \| Patrick Schelling \| Team Vorarlberg-Santic \| + 32 s \| \| \| 4.º \| Kamil Małecki \| CCC Sprandi Polkowice \| + 36 s \| \| \| 5.º \| Leszek Pluciński \| CCC Sprandi Polkowice \| + 51 s \| \| \| 6.º \| Oleksandr Prevar \| Team Novak \| + 52 s \| \| \| 7.º \| Nikodemus Holler \| Bike Aid \| + 55 s \| \| \| 8.º \| Adrian Kurek \| CCC Sprandi Polkowice \| + 57 s \| \| \| 9.º \| Fausto Masnada \| Androni Giocattoli-Sidermec \| + 1 min 04 s \| \| \| 10.º \| Matteo Spreafico \| Androni Giocattoli-Sidermec \| + 1 min 13 s \| \| |                   |                             |                  |
| |                   |                             |                  |
| Fuente: ProCyclingStats |                   |                             |                  |
| Clasificación general |                   |                             |                  |
| Ciclista | Ciclista          | Equipo                      | Tiempo           |
| 1.º | Manuel Belletti   | Androni Giocattoli-Sidermec | 16 h 34 min 19 s |
| 2.º | Paolo Totò        | Sangemini-MG.Kvis-Vega      | + 30 s           |
| 3.º | Patrick Schelling | Team Vorarlberg-Santic      | + 32 s           |
| 4.º | Kamil Małecki     | CCC Sprandi Polkowice       | + 36 s           |
| 5.º | Leszek Pluciński  | CCC Sprandi Polkowice       | + 51 s           |
| 6.º | Oleksandr Prevar  | Team Novak                  | + 52 s           |
| 7.º | Nikodemus Holler  | Bike Aid                    | + 55 s           |
| 8.º | Adrian Kurek      | CCC Sprandi Polkowice       | + 57 s           |
| 9.º | Fausto Masnada    | Androni Giocattoli-Sidermec | + 1 min 04 s     |
| 10.º | Matteo Spreafico  | Androni Giocattoli-Sidermec | + 1 min 13 s     |

### 5.ª etapa
| Kazincbarcika - Kazincbarcika | etapa de media montaña | (128,2 km) |

| \| Clasificación de la etapa \| Clasificación de la etapa \| Clasificación de la etapa \| Clasificación de la etapa \| Clasificación de la etapa \| \| Ciclista \| Ciclista \| Equipo \| Tiempo \| \| \| ------------------------- \| ------------------------- \| -------------------------- \| ------------------------- \| ------------------------- \| \| 1.º \| Nikodemus Holler \| Bike Aid \| 2 h 46 min 48 s \| \| \| 2.º \| Matteo Moschetti \| Polartec-Kometa \| + 0 s \| \| \| 3.º \| Kamil Małecki \| CCC Sprandi Polkowice \| + 0 s \| \| \| 4.º \| Luca Mozzato \| Dimension Data for Qhubeka \| + 0 s \| \| \| 5.º \| Attilio Viviani \| Sangemini-MG.Kvis-Vega \| + 0 s \| \| \| 6.º \| Matteo Draperi \| Sangemini-MG.Kvis-Vega \| + 0 s \| \| \| 7.º \| Michele Scartezzini \| Sangemini-MG.Kvis-Vega \| + 0 s \| \| \| 8.º \| Daniel Moricz \| \| + 0 s \| \| \| 9.º \| Ádám Kristóf Karl \| UC Monaco \| + 0 s \| \| \| 10.º \| Oleksandr Prevar \| Team Novak \| + 0 s \| \| |                     |                            |                 |
| |                     |                            |                 |
| Fuente: ProCyclingStats |                     |                            |                 |
| Clasificación de la etapa |                     |                            |                 |
| Ciclista | Ciclista            | Equipo                     | Tiempo          |
| 1.º | Nikodemus Holler    | Bike Aid                   | 2 h 46 min 48 s |
| 2.º | Matteo Moschetti    | Polartec-Kometa            | + 0 s           |
| 3.º | Kamil Małecki       | CCC Sprandi Polkowice      | + 0 s           |
| 4.º | Luca Mozzato        | Dimension Data for Qhubeka | + 0 s           |
| 5.º | Attilio Viviani     | Sangemini-MG.Kvis-Vega     | + 0 s           |
| 6.º | Matteo Draperi      | Sangemini-MG.Kvis-Vega     | + 0 s           |
| 7.º | Michele Scartezzini | Sangemini-MG.Kvis-Vega     | + 0 s           |
| 8.º | Daniel Moricz       |                            | + 0 s           |
| 9.º | Ádám Kristóf Karl   | UC Monaco                  | + 0 s           |
| 10.º | Oleksandr Prevar    | Team Novak                 | + 0 s           |

## Clasificaciones finales
Las clasificaciones finalizaron de la siguiente forma:

### Clasificación general
| \| Clasificación general \| Clasificación general \| Clasificación general \| Clasificación general \| Clasificación general \| \| Ciclista \| Ciclista \| Equipo \| Tiempo \| \| \| --------------------- \| --------------------- \| --------------------------- \| --------------------- \| --------------------- \| \| 1.º \| Manuel Belletti \| Androni Giocattoli-Sidermec \| 19 h 21 min 07 s \| \| \| 2.º \| Kamil Małecki \| CCC Sprandi Polkowice \| + 27 s \| \| \| 3.º \| Paolo Totò \| Sangemini-MG.Kvis-Vega \| + 28 s \| \| \| 4.º \| Patrick Schelling \| Team Vorarlberg-Santic \| + 31 s \| \| \| 5.º \| Nikodemus Holler \| Bike Aid \| + 45 s \| \| \| 6.º \| Leszek Pluciński \| CCC Sprandi Polkowice \| + 51 s \| \| \| 7.º \| Oleksandr Prevar \| Team Novak \| + 51 s \| \| \| 8.º \| Adrian Kurek \| CCC Sprandi Polkowice \| + 57 s \| \| \| 9.º \| Fausto Masnada \| Androni Giocattoli-Sidermec \| + 1 min 04 s \| \| \| 10.º \| Matteo Spreafico \| Androni Giocattoli-Sidermec \| + 1 min 13 s \| \| |                   |                             |                  |
| |                   |                             |                  |
| Fuente: ProCyclingStats |                   |                             |                  |
| Clasificación general |                   |                             |                  |
| Ciclista | Ciclista          | Equipo                      | Tiempo           |
| 1.º | Manuel Belletti   | Androni Giocattoli-Sidermec | 19 h 21 min 07 s |
| 2.º | Kamil Małecki     | CCC Sprandi Polkowice       | + 27 s           |
| 3.º | Paolo Totò        | Sangemini-MG.Kvis-Vega      | + 28 s           |
| 4.º | Patrick Schelling | Team Vorarlberg-Santic      | + 31 s           |
| 5.º | Nikodemus Holler  | Bike Aid                    | + 45 s           |
| 6.º | Leszek Pluciński  | CCC Sprandi Polkowice       | + 51 s           |
| 7.º | Oleksandr Prevar  | Team Novak                  | + 51 s           |
| 8.º | Adrian Kurek      | CCC Sprandi Polkowice       | + 57 s           |
| 9.º | Fausto Masnada    | Androni Giocattoli-Sidermec | + 1 min 04 s     |
| 10.º | Matteo Spreafico  | Androni Giocattoli-Sidermec | + 1 min 13 s     |

### Clasificación por puntos
| Clasificación por puntos | Clasificación por puntos | Clasificación por puntos    | Clasificación por puntos | Clasificación por puntos |
| Ciclista                 | Ciclista                 | Equipo                      | Puntos                   |                          |
| ------------------------ | ------------------------ | --------------------------- | ------------------------ | ------------------------ |
| 1.º                      | Manuel Belletti          | Androni Giocattoli-Sidermec | 29 pts                   |                          |
| 2.º                      | Matteo Moschetti         | Polartec-Kometa             | 22 pts                   |                          |
| 3.º                      | Nikodemus Holler         | Bike Aid                    | 20 pts                   |                          |
| 4.º                      | Kamil Małecki            | CCC Sprandi Polkowice       | 19 pts                   |                          |
| 5.º                      | Jannik Steimle           | Team Vorarlberg-Santic      | 14 pts                   |                          |
| 6.º                      | Paolo Totò               | Sangemini-MG.Kvis-Vega      | 11 pts                   |                          |
| 7.º                      | Attilio Viviani          | Sangemini-MG.Kvis-Vega      | 8 pts                    |                          |
| 8.º                      | Maximilian Kuen          | My Bike-Stevens             | 7 pts                    |                          |
| 9.º                      | Marco Benfatto           | Androni Giocattoli-Sidermec | 6 pts                    |                          |
| 10.º                     | Isaac Cantón             | Polartec-Kometa             | 6 pts                    |                          |

### Clasificación de la montaña
| Clasificación de la montaña | Clasificación de la montaña | Clasificación de la montaña | Clasificación de la montaña | Clasificación de la montaña |
| Ciclista                    | Ciclista                    | Equipo                      | Puntos                      |                             |
| --------------------------- | --------------------------- | --------------------------- | --------------------------- | --------------------------- |
| 1.º                         | Patryk Stosz                | CCC Sprandi Polkowice       | 26 pts                      |                             |
| 2.º                         | Attila Valter               | Pannon                      | 21 pts                      |                             |
| 3.º                         | Isaac Cantón                | Polartec-Kometa             | 13 pts                      |                             |
| 4.º                         | Nicolae Tanovitchii         | Team Novak                  | 13 pts                      |                             |
| 5.º                         | Adne van Engelen            | Bike Aid                    | 10 pts                      |                             |
| 6.º                         | Márton Dina                 | Pannon                      | 10 pts                      |                             |
| 7.º                         | Patrick Schelling           | Team Vorarlberg-Santic      | 7 pts                       |                             |
| 8.º                         | Andras Szatmary             | Pannon                      | 6 pts                       |                             |
| 9.º                         | Adrian Kurek                | CCC Sprandi Polkowice       | 5 pts                       |                             |
| 10.º                        | Michele Gazzara             | Sangemini-MG.Kvis-Vega      | 5 pts                       |                             |

### Clasificación por equipos
| Clasificación por equipos | Clasificación por equipos   | Clasificación por equipos | Clasificación por equipos |
| Equipo                    | Equipo                      | Tiempo                    |                           |
| ------------------------- | --------------------------- | ------------------------- | ------------------------- |
| 1.º                       | CCC Sprandi Polkowice       | 49 h 45 min 01 s          |                           |
| 2.º                       | Sangemini-MG.Kvis           | + 24 s                    |                           |
| 3.º                       | Androni Giocattoli-Sidermec | + 43 s                    |                           |
| 4.º                       | Vorarlberg-Santic           | + 5 min 08 s              |                           |
| 5.º                       | Team Novak                  | + 11 min 02 s             |                           |
| 6.º                       | Pannon                      | + 13 min 27 s             |                           |
| 7.º                       | Bike Aid                    | + 14 min 31 s             |                           |
| 8.º                       | Polartec-Kometa             | + 14 min 40 s             |                           |
| 9.º                       | My Bike-Stevens             | + 16 min 27 s             |                           |
| 10.º                      | Ljubljana Gusto Xaurum      | + 20 min 15 s             |                           |

## Evolución de las clasificaciones
| Etapa                   | Vencedor                | Clasificación general | Clasificación por puntos | Clasificación de la montaña | Clasificación del mejor húngaro | Clasificación por equipos |
| ----------------------- | ----------------------- | --------------------- | ------------------------ | --------------------------- | ------------------------------- | ------------------------- |
| Prólogo                 | Patrick Schelling       | Patrick Schelling     | no se entregó            | no se entregó               | Bence Lóki                      | Vorarlberg-Santic         |
| 1.ª                     | Manuel Belletti         | Manuel Belletti       | Manuel Belletti          | Patryk Stosz                | Márton Dina                     | Vorarlberg-Santic         |
| 2.ª                     | Matteo Moschetti        | Manuel Belletti       | Matteo Moschetti         | Patryk Stosz                | Márton Dina                     | Vorarlberg-Santic         |
| 3.ª                     | Andrii Bratashchuk      | Manuel Belletti       | Manuel Belletti          | Patryk Stosz                | Márton Dina                     | Vorarlberg-Santic         |
| 4.ª                     | Nikodemus Holler        | Manuel Belletti       | Manuel Belletti          | Patryk Stosz                | Attila Valter                   | CCC Sprandi Polkowice     |
| 5.ª                     | Nikodemus Holler        | Manuel Belletti       | Manuel Belletti          | Patryk Stosz                | Attila Valter                   | CCC Sprandi Polkowice     |
| Clasificaciones finales | Clasificaciones finales | Manuel Belletti       | Manuel Belletti          | Patryk Stosz                | Attila Valter                   | CCC Sprandi Polkowice     |

## UCI World Ranking
El Tour de Hungría otorga puntos para el UCI Europe Tour 2018 y el UCI World Ranking, este último para corredores de los equipos en las categorías UCI WorldTeam, Profesional Continental y Equipos Continentales. Las siguientes tablas muestran el baremo de puntuación y los 10 corredores que obtuvieron más puntos:
| Posición              | 1.º | 2.º | 3.º | 4.º | 5.º | 6.º | 7.º | 8.º | 9.º | 10.º | 11.º | 12.º | 13.º-15.º | 16.º-25.º |
| Clasificación general | 125 | 85  | 70  | 60  | 50  | 40  | 35  | 30  | 25  | 20   | 15   | 10   | 5         | 3         |
| Por etapa             | 14  | 5   | 3   |     |     |     |     |     |     |      |      |      |           |           |
| Líder                 | 3   |     |     |     |     |     |     |     |     |      |      |      |           |           |

| Clasificación | Clasificación     | Clasificación               | Clasificación | Clasificación | Clasificación | Clasificación |
| Posición      | Ciclista          | Equipo                      | General       | Etapa         | Líder         | Total         |
| ------------- | ----------------- | --------------------------- | ------------- | ------------- | ------------- | ------------- |
| 1.º           | Manuel Belletti   | Androni Giocattoli-Sidermec | 125           | 30            | 12            | 167           |
| 2.º           | Kamil Małecki     | CCC Sprandi Polkowice       | 85            | 9             | -             | 94            |
| 3.º           | Nikodemus Holler  | Bike Aid                    | 50            | 28            | -             | 78            |
| 4.º           | Patrick Schelling | Vorarlberg-Santic           | 60            | 14            | 3             | 77            |
| 5.º           | Paolo Totò        | Sangemini-MG.Kvis-Vega      | 70            | -             | -             | 70            |
| 6.º           | Leszek Pluciński  | CCC Sprandi Polkowice       | 40            | -             | -             | 40            |
| 7.º           | Oleksandr Prevar  | Novak                       | 35            | -             | -             | 35            |
| 8.º           | Adrian Kurek      | CCC Sprandi Polkowice       | 30            | -             | -             | 30            |
| 9.º           | Fausto Masnada    | Androni Giocattoli-Sidermec | 25            | -             | -             | 25            |
| 10.º          | Matteo Moschetti  | Polartec-Kometa             | -             | 24            | -             | 24            |